# Jerzy Mikołajewicz Zenowicz
Jerzy Mikołajewicz Zenowicz (Jurij Mikołajewicz Zianowiewicz, Jerzy Zienowicz, ok. 1510–1583) – starosta (tenutariusz) czeczerski i propojski (1547–70), lepelski od 1570 i dziśnieński 1577, kasztelan połocki (1566–1570) i smoleński  (1579). Był uczestnikiem wojen inflanckich (1558–1583). W okresie postępów reformacji w Rzeczypospolitej przyszedł na kalwinizm.
W 1573 roku potwierdził elekcję Henryka III Walezego na króla Polski.

## Działalność wojskowa
W czasie wojen o dominium Maris Baltici w 1559 r. na polecenie Zygmunta II Augusta udał się wraz z Janem Chodkiewiczem  do Inflant w celu ochrony granic. Z oddziałem 500 żołnierzy ochraniał Rzeżycę. Brał udział w bitwie pod Czaśnikami (1564), gdzie został ranny w głowę, gdy jego oddziały wraz z oddziałami kniazia Bohdana Iwanowicza Sołomareckiego i wojewody nowogródzkiego Mikołaja Sapiehy zadały pierwszy cios wojskom rosyjskim.
W 1568 roku obronił Leplę, za co został starostą (dzierżawcą) lepelskim.

## Działalność religijna i gospodarcza
Był właścicielem dóbr ziemskich na Żmudzi, w powiatach oszmiańskim, mińskim, orszańskim i rzeczyckim. 
Jako pierwszy z prawosławnej dotąd rodziny Zenowiczów przeszedł na kalwinizm i w rodzinnych Smorgoniach ufundował zbór kalwiński, gdzie został pochowany.

## Rodzina
Pochodził z rodziny Zenowiczów herbu własnego. Z małżeństwa z Anną Słucką miał dwoje dzieci:
- Halszkę (Zofię) – żonę Michała Wiśniowieckiego, prababkę króla Michała Korybuta Wiśniowieckiego,
- Krzysztofa (ok. 1540–1614), wojewodę brzeskolitewskiego.